# Neogotyk redukcyjny
Neogotyk redukcyjny (ang. reductive gothic revival architecture) – styl w architekturze angielskiej występujący w połowie XIX wieku, odmiana neogotyku.

## Geneza

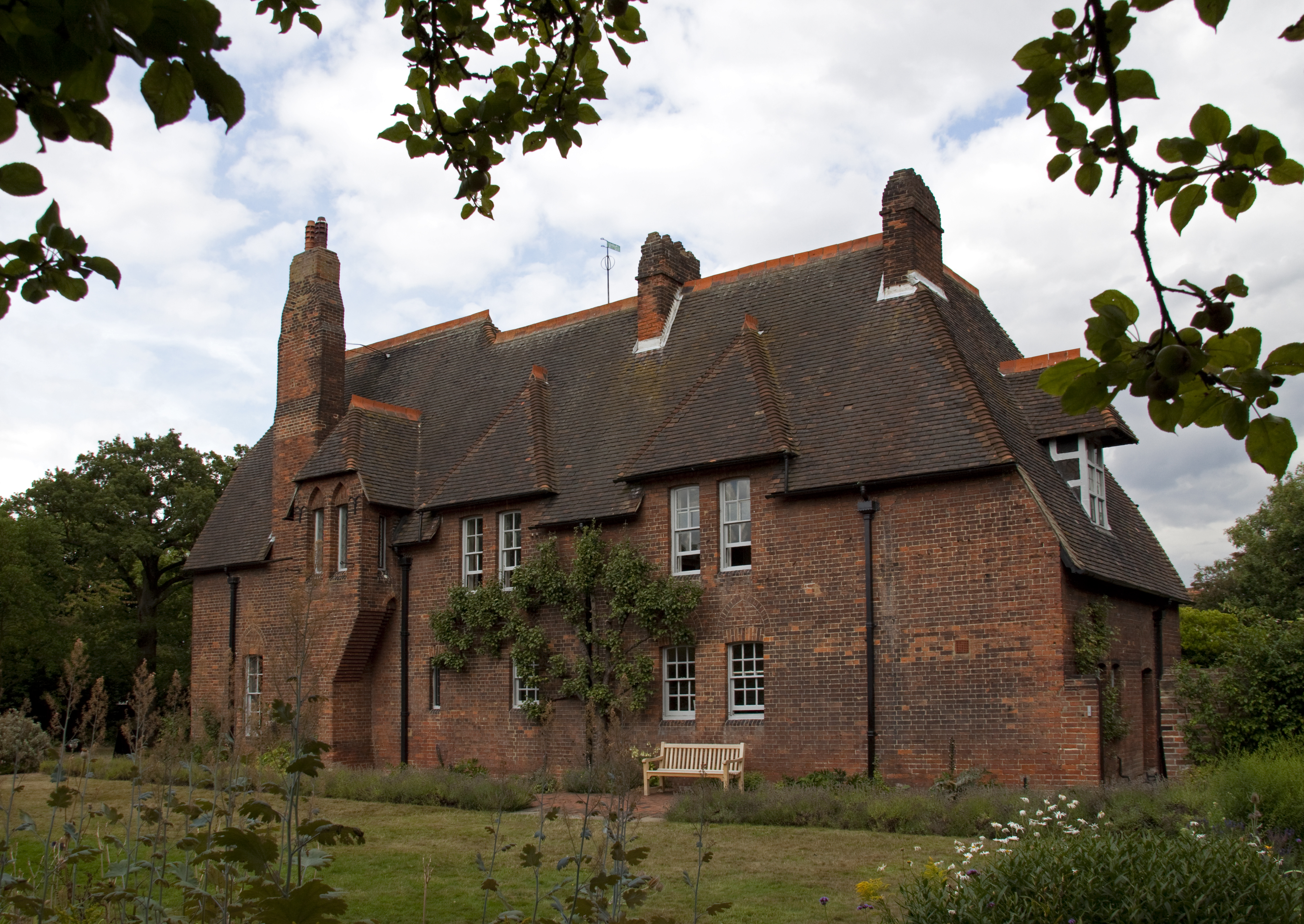
Red House home of William Morris

Francuski smukły i strzelisty styl gotycki zapoczątkowany w 1144 roku przez budowę chóru Bazyliki Saint-Denis został przyswojony przez architektów niemieckich. Jednakże w średniowiecznym budownictwie Rzeszy uwidoczniły się tendencje rodzime, przez co ta odmiana gotyku jest znacznie zróżnicowana w stosunku do stylu występującego na terenie Francji. Budowle te różniły się także zastosowanym materiałem, gdyż na terenie Niemiec kamień nie występował w tak dużych ilościach jak we Francji, przez co do budowy katedr używano cegły. Z racji tych cech niemiecką, a następnie polską architekturę późnego średniowiecza nazwano gotykiem redukcyjnym. Przykładami budowli tego stylu są Katedra Najświętszej Marii Panny w Monachium oraz krakowski Bazylika Świętej Trójcy w Krakowie.
U schyłku XVIII wieku nastąpił nawrót do architektury gotyckiej i nurt ten został nazwany neogotykiem. Pod koniec występowania stylu, w Anglii w połowie XIX wieku pojawiły się budowle podobne do katedr oraz rezydencji niemieckich i polskich końca średniowiecza. Styl ten z racji cech nawiązujących do gotyku redukcyjnego został nazwany neogotykiem redukcyjnym. Jest to styl przejściowy pomiędzy angielskim neogotykiem, a modernizmem. Neogotyk redukcyjny nie opiera się bezpośrednio na średniowiecznej dekoracyjności, lecz nawiązuje do idei i teorii tamtego okresu.
Do głównych architektów tego stylu zalicza się między innymi: Philip Webb, Richard Norman Shaw, John James Stevenson.

## Cechy charakterystyczne
- ceglana, nie tynkowana elewacja;
- duża ilość okien o różnorodnych kształtach;
- zastosowanie łuków (łuk ostry, łuk tudorów, łuk w formie oślego grzbietu);
- niewielka ilość dekoracji;
- jednolitość fasady;
- brak symetrii.